# Liste der Straßen und Plätze in Kiel/B

## Ba

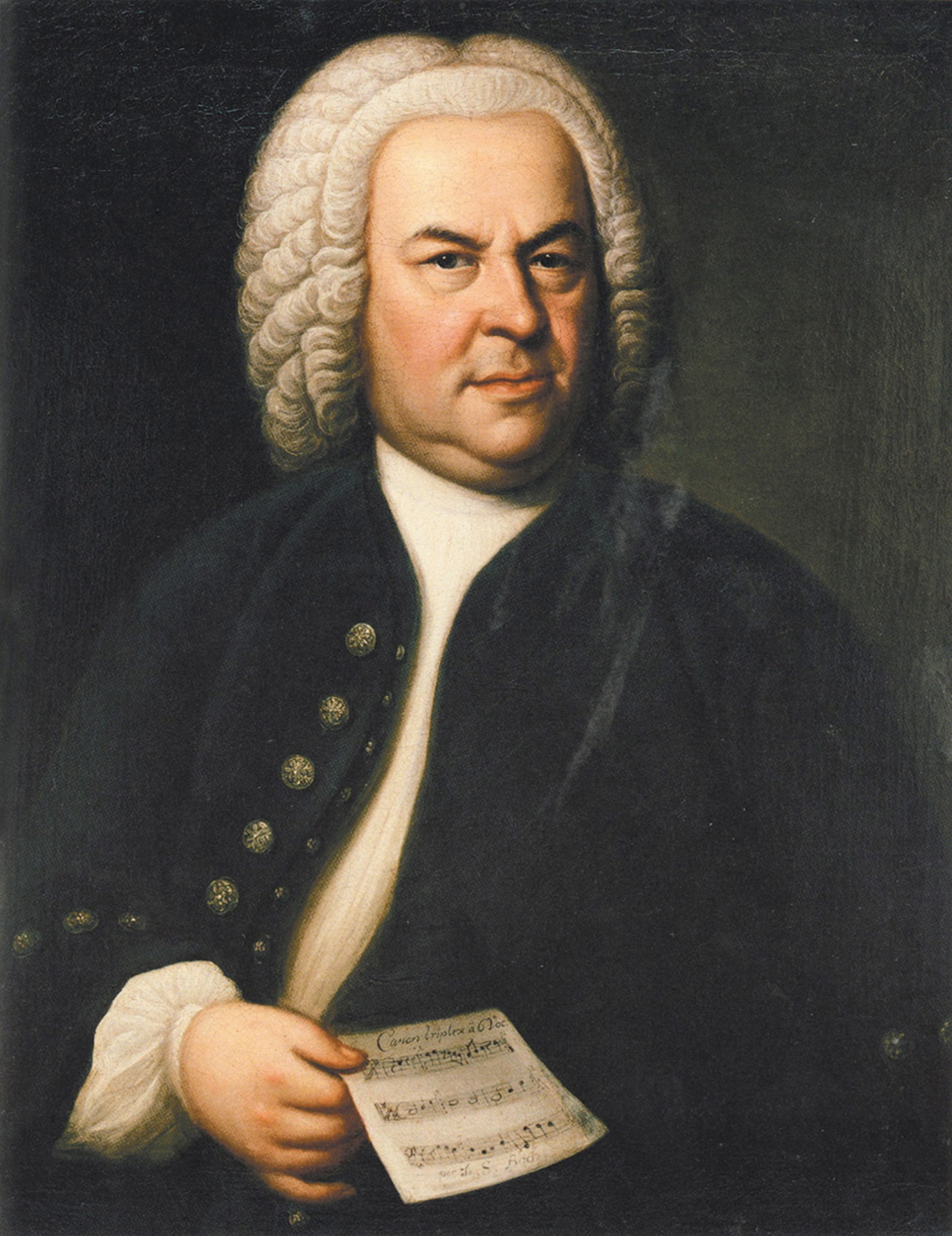
Johann Sebastian Bach im Jahre 1746

Gustav Adolf von Varendorf

Bachstelzenweg, Kroog
1979 nach Pflanzen und Vögeln, die an Binnengewässern vorkommen, benannt.
Bachweg, Pries
1958 nach Johann Sebastian Bach benannt.
Bäckergang, Vorstadt
1793 eingezeichnet in der Klessel'schen Karte von 1793, alte Gasse der früheren Kieler Vorstadt.
Bärenkrog, Hassee
1929 nach einer Flurbezeichnung benannt (Krog = Ecke, Gegend).
Baggesenweg, Pries
1965 nach Jens Immanuel Baggesen benannt.
Bahide-Arslan-Platz, Gaarden-Ost
1997 nach Bahide Arslan benannt, die Namensgebung soll an die Opfer des Mordanschlags von Mölln vom 23. November 1992 erinnern.
* Bahnhof, Elmschenhagen
1923 erstmals aufgeführt im Kieler Adressbuch, 1925 in Am Bahnhof umbenannt.
Bahnhofskai, Vorstadt, Südfriedhof
vor 1980 Hörnkai, 1982 wurde der Name in der Ratsversammlung festgelegt.
Bahnhofsplatz, Vorstadt
1900 angelegt beim Bau des neuen Bahnhofs, Platz vor dem Hauptbahnhof, 2011 wurde der östliche Teil des Bahnhofsplatzes in Platz der Kieler Matrosen umbenannt.
* Bahnhofstraße, Elmschenhagen
1908 erstmals aufgeführt im Kieler Adressbuch, 1939 in Elmschenhagener Allee umbenannt.
* Bahnhofstraße, Gaarden-Süd
1898 im Protokolltext der Gemeinderatssitzung erwähnt, 1910 wird bei der Eingemeindung die Bahnhofstraße in die Bahnhofstraße (Kiel) einbezogen.
Bahnhofstraße, Gaarden-Süd, Südfriedhof
1881 wurde der Name festgelegt.
* Bahnhofstraße, Hassee
1910 Am Hasseer Bahnhof und Bahnhofstraße werden in Altenrade umbenannt, Straße am Hasseer Bahnhof.
* Bahnhofstraße, Russee
1789 noch ohne Namen auf der Topographisch Militärischen Charte des Herzogtums Holstein (1789–1796) Nr. 21 von Major Gustav Adolf von Varendorf eingezeichnet, 1923 im Protokolltext der Gemeinderatssitzung erwähnt, 1970 in Russeer Weg umbenannt.
* Bahnhofsweg, Meimersdorf
1950 wurde der Name durch den Gemeinderat beschlossen, 1971 wird der Bahnhofsweg in den Meimersdorfer Weg einbezogen.
Bahrenbrooker Weg, Hasseldieksdamm
1945 nach einem früheren Wohnplatz in der Gemeinde Ottendorf benannt.
Ballastberg, Ellerbek, Wellingdorf
1890 wurde die Bergstraße angelegt, 1906 wurde die Verbindungsstraße angelegt, 1903 wurde die Auguststraße angelegt, 1910 wurden diese Straßen umbenannt in Am Balastberg, 1948 wurde die Straße Am Ballastberg in Ballastberg umbenannt. Aus dem am Wellingdorfer Strand gelegenen Sandberg entnahmen früher die hier leer abfahrenden Schiffe den notwendigen Ballast.
* Banseestraße, Holtenau
angelegt als Stiftstraße, 1910 im Protokolltext der Gemeinderatssitzung erwähnt, 1922 in Banseestraße umbenannt. Mehrere Mitglieder der Familie Bansee waren in Holtenau als Gemeinderat tätig.
Barkauer Straße, Poppenbrügge
1957 nach den Gemeinden Kirchbarkau, Großbarkau und Klein Barkau benannt, siehe auch Barkauer Land.
* Barkauer Weg, Gaarden-Süd
1789 noch ohne Namen auf der Topographisch Militärischen Charte des Herzogtums Holstein (1789–1796) Nr. 21 von Major Gustav Adolf von Varendorf eingezeichnet, 1905 als Barkauer Weg im Protokolltext der Gemeinderatssitzung erwähnt, 1971 in Lübscher Baum umbenannt.
* Barkauer Weg, Moorsee
1940 erstmals im Kieler Adressbuch aufgeführt, 1971 wird das Teilstück B404 bis zur Stadtgrenze Zum Schlüsbeker Moor, ein weiteres Teilstück wird zum Steindamm und ein anderes Teilstück wird zur Barkauer Straße.
Bartelsallee, Düsternbrook
1891 nach Karl Heinrich Christian Bartels (25. September 1822 bis 20. Juni 1878), Professor der Pathologie an der Universität Kiel benannt.
Bauernfeld, Suchsdorf
2002 nach einer alten Gemarkung benannt.
* Bauhofstraße, Exerzierplatz
1869 wurde der Name festgelegt – Straße zum städtischen Bauhof, 1884 Einziehung der Straße.
Baumgartenstraße, Ravensberg
1983 nach Otto Baumgarten benannt.
Baumschulenweg, Steenbek-Projensdorf
1930 wurde der Name festgelegt – Weg auf dem Gelände der ehemaligen Taxerschen Baumschule.
Baumweg, Gaarden-Süd
1930 nach dem ehemaligen Grundstück Baumkoppel (Flurbezeichnung) benannt.
Baustraße, Damperhof
1869 als Schulstraße angelegt, 1901 in Baustraße zur Erinnerung an das Gefecht bei Bau umbenannt.

## Be

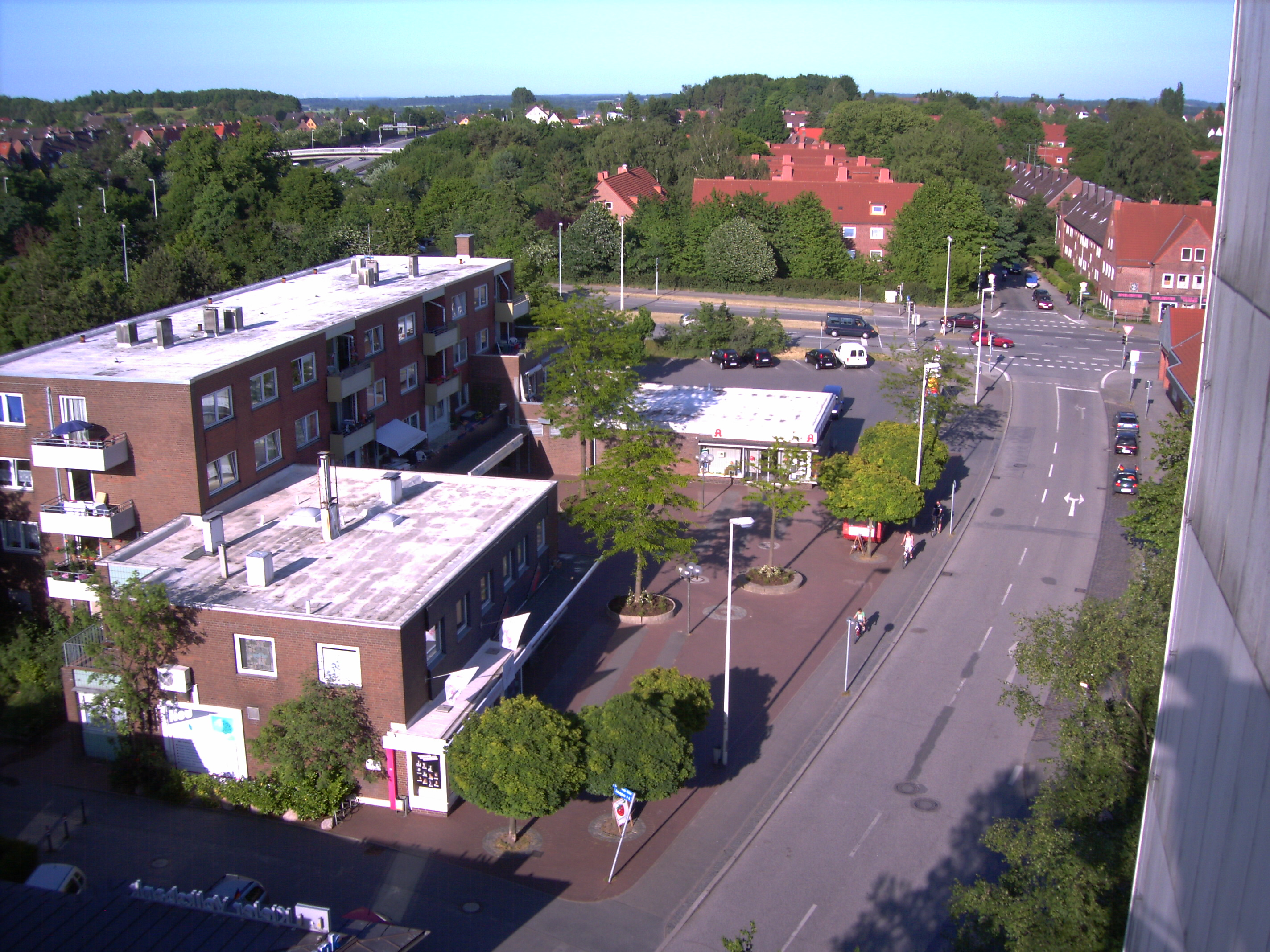
Bebelplatz

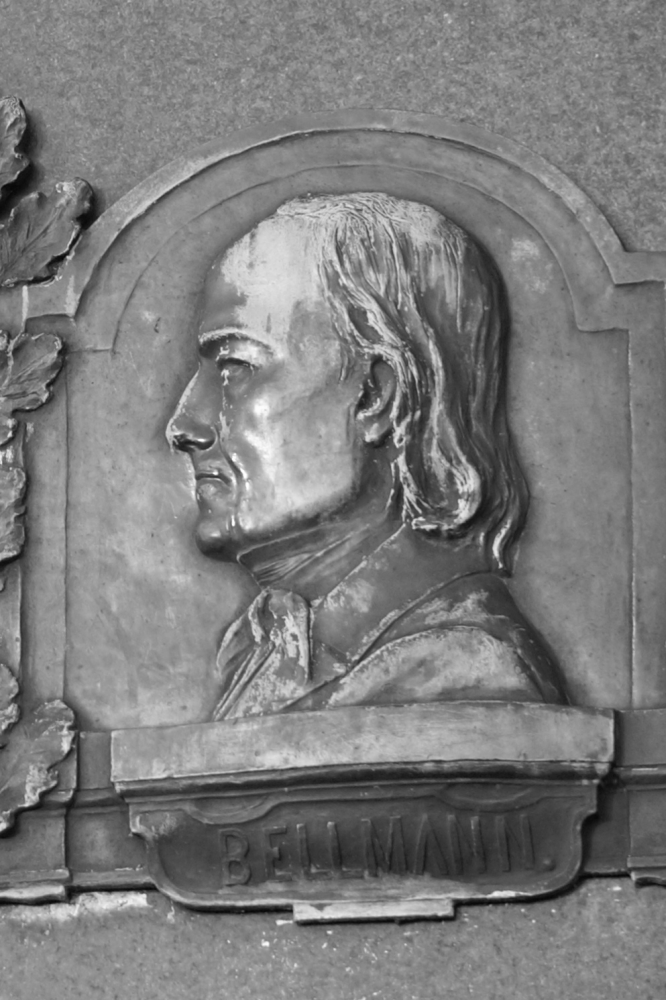
Bellmann am Sockel des Bellmann-Chemnitz-Denkmal an der Schützenkoppel in Schleswig

Beamtenlaufbahn, Damperhof
1961 wurde der Name festgelegt – Volkstümliche Bezeichnung für die kürzeste Verbindung zwischen Polizeipräsidium und Rathaus.
Bebelplatz, Elmschenhagen
1939 als Egerländer Platz angelegt, 1947 nach August Bebel in Bebelplatz umbenannt.
* Bebelstraße, Holtenau
1908 als Holtenauer Straße angelegt, 1922 in Bebelstraße umbenannt, 1933 in Schusterkrug umbenannt.
* Bebelstraße, Pries
1903 als Strandstraße angelegt, 1921 in Bebelstraße umbenannt, 1925 in Prieser Strand umbenannt.
Beckweg, Wellsee
1983 nach Ludwig Beck benannt.
Beethovenweg, Pries
1958 nach Ludwig van Beethoven benannt.
Begonienreihe, Meimersdorf
2008 wurde der Name Begonienreihe mit Bezug auf den Begriff Meimersdorf-Gartenstadt festgelegt.
Behmweg, Schilksee
1965 nach Alexander Behm benannt.
* Behnkestraße, Wik
1934 in einer Karte der Stadtvermessungsabteilung eingezeichnet – nach Paul Behncke benannt, 1947 in Rostocker Straße umbenannt.
* Bei der Stekendammsau, Holtenau
1993 Die neue Erschließungsstraße im Gewerbegebiet Schusterkrug (Einfahrt zwischen den Grundstücken Schusterkrug 12 / 14) erhält die Bezeichnung Bei der Stekendammsau, 1993 Die Benennung der Straße Bei der Stekendammsau wird aufgehoben. Die neue Straße ist stattdessen als Stichstraße des Schusterkruges anzusehen und erhält keinen gesonderten Namen.
Beim Bauernhaus, Suchsdorf
2002 nach einer alten Gemarkung benannt.
Beim Marderlauf, Meimersdorf
2005 nach heimischer Fauna benannt – hier Marder.
Bellmannstraße, Südfriedhof
1902 nach Carl Gottlieb Bellmann benannt.
Belvedere, Wik
1984 erstmals im Kieler Adressbuch aufgeführt, 1996 wurde der Name als amtliche Bezeichnung in der Ratsversammlung festgelegt – Nach dem 1884 am Kieler Stadtrand entstandenen Hotel Belvedere (Holtenauer Straße 230) benannt.
Bendixenstraße, Steenbek-Projensdorf
1962 nach Siegfried Detlev Bendixen benannt.
Benzstraße, Wellingdorf
1971 nach Karl Friedrich Benz benannt.
Berchtesgadener Straße, Elmschenhagen
als Weddigenstraße angelegt, 1919 erstmals im Kieler Adressbuch aufgeführt, 1939 nach der Stadt Berchtesgaden in Berchtesgadener Straße umbenannt.
Bergenring, Mettenhof
1971 nach der Stadt Bergen benannt.
Bergkoppel, Poppenbrügge
1982 nach einer Flurbezeichnung benannt.
Bergstraße, Damperhof
1853 noch ohne Namen im Stadtplan von Thalbitzer eingezeichnet, 1872 bis zur Holtenauer Straße verlängert, 1970 wurde der Teil der Bergstraße zwischen dem Lorentzendamm und dem Martensdamm in Martensdamm umbenannt.
* Bergstraße, Ellerbek
1877 im Protokolltext der Gemeinderatssitzung erwähnt, 1890 erstmals im Kieler Adressbuch aufgeführt, 1910 wurden die ehemalige Bergstraße, Verbindungsstraße und Augustenstraße in Am Ballastberg umbenannt.
* Bergstraße, Holtenau
1910 im Protokolltext der Gemeinderatssitzung erwähnt, 1922 in Königsende umbenannt.
* Bergstraße, Poppenbrügge
1957 wurde der Name beschlossen, 1971 wurde die Bergstraße in die Straße Hopfenlandsberg einbezogen.
* Bergstraße, Neumühlen-Dietrichsdorf
1903 wurde der Name beschlossen, 1925 in Eekberg umbenannt.
* Bergstraße, Pries
1903 wurde die von der Strandstraße nach Norden abzweigende Straße mit Bergstraße benannt, 1925 in Fritz-Reuter-Straße umbenannt.
Berliner Platz, Altstadt
1955 wurde der Name für das Mittelstück der Holstenbrücke – zum Gedenken an die alte Reichshauptstadt Berlin und an den Arbeiteraufstand vom 17. Juni 1953 – in Berliner Platz festgelegt.
Bernhard-Harms-Weg, Düsternbrook
1936 als Zum Hindenburgufer angelegt, 1947 nach Bernhard Harms in Bernhard-Harms-Weg umbenannt.
Bernhard-Minetti-Platz, Blücherplatz
2008 nach Bernhard Minetti benannt.
* Bernhardstraße, Neumühlen-Dietrichsdorf
1904 erstmals im Kieler Adressbuch aufgeführt, nach dem Werftbesitzer Bernhard Howaldt benannt, 1939 in Lettow-Vorbeck-Straße umbenannt.

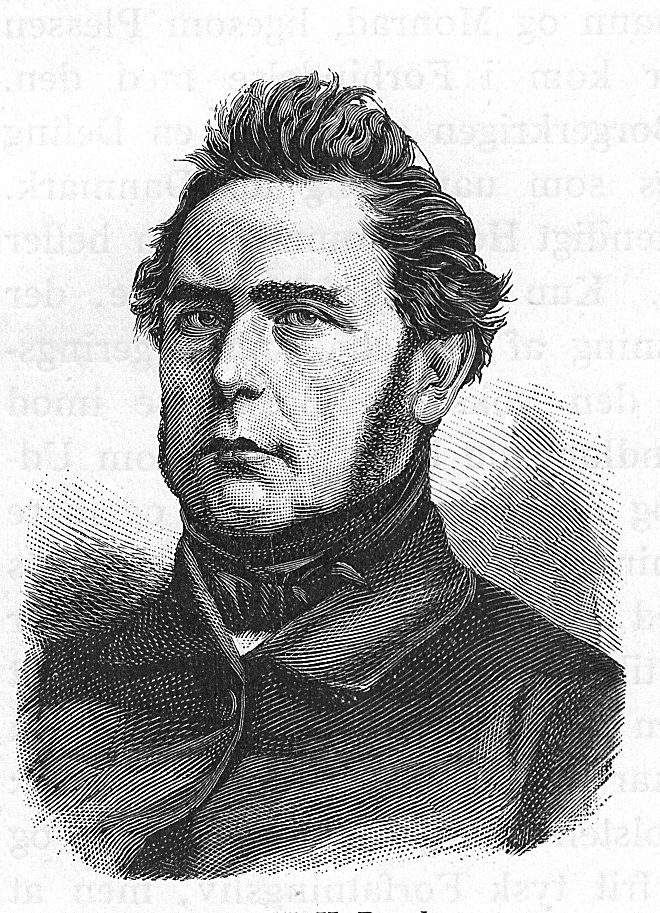
Wilhelm Beseler

Beselerallee, Düsternbrook, Blücherplatz
1886 nach Wilhelm Hartwig Beseler benannt, 1889 wurde die Beselerallee von der Holtenauer Straße bis zum Knooper Weg verlängert.

## Bi

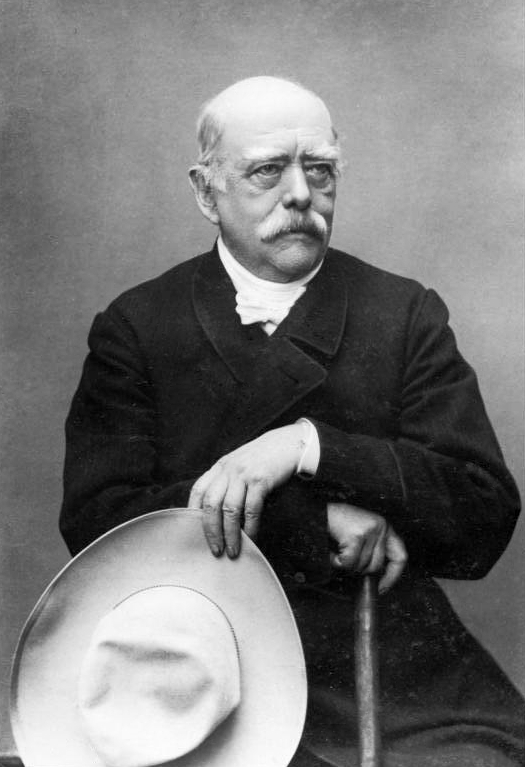
Otto von Bismarck

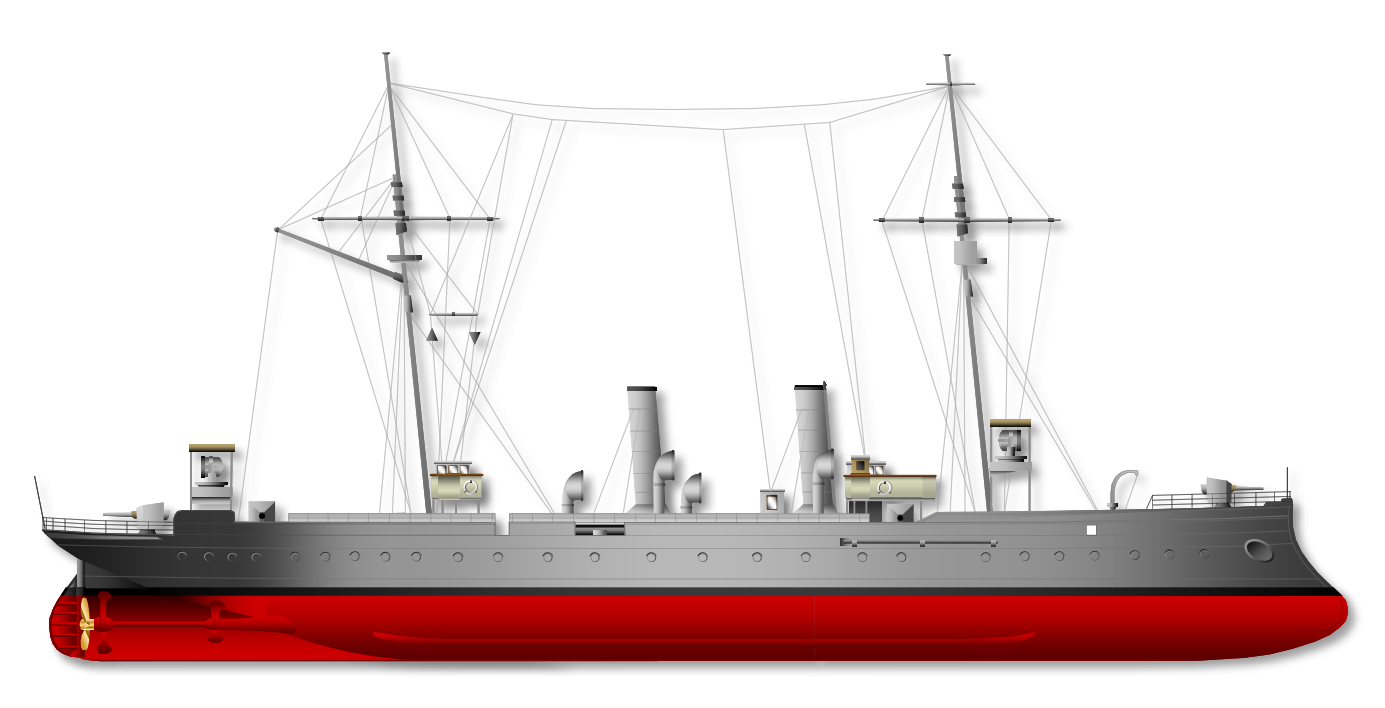
Aviso (Kleiner Kreuzer) SMS Blitz

Bielenbergstraße, Gaarden-Süd, Gaarden-Ost
1905 nach Kaufmann Johannes Albrecht Bielenberg benannt – Inhaber der Spedition und Getreidefirma Bielenberg & Sörensen (Sörensenstraße). Beide Kaufleute erwarben 1901 den Hof Marienlust und parzellierten ihn zur Bebauung.
* Bierträgergang, Vorstadt
1793 in der Klessel'schen Karte eingezeichnet, 1799 erstmals im Taschenbuch für die Einwohner der Stadt Kiel aufgeführt, 1952 noch im Adressbuch aufgeführt, unbewohnt – Gasse der alten Kieler Vorstadt auf dem Kuhberggelände; heute Standplatz der Ostseehalle.
Bilgenkrebs, Gaarden-Ost
2001 wurde der Name festgelegt, neben Ortsbezeichnungen erinnern auch Berufe an die Geschichte des Kai-City Geländes – Bilgenkrebs: umgangssprachliche Bezeichnung für ungelernte Arbeiter, die die Bilge reinigen.
* Birkenweg, Russee
1953 wurde der Name beschlossen, 1970 in An den Birken umbenannt.
Birkenweg, Suchsdorf
1959 erstmals im Kieler Adressbuch aufgeführt, Wohngebiet mit Straßennamen aus dem Bereich der Botanik – hier Birken.
* Birkenweg, Wellsee
1955 als Verbindungsstraße angelegt, 1955 in Birkenweg umbenannt, 1971 in Steile Koppel umbenannt.
Bismarckallee, Düsternbrook
1893 nach Fürst Otto von Bismarck benannt.
* Bismarckanlagen, Damperhof
1934 wurde der Name festgelegt, 1987 in Hiroshimapark umbenannt.
* Bismarckstraße, Holtenau
1789 noch ohne Namen auf der Topographisch Militärischen Charte des Herzogtums Holstein (1789–1796) Nr. 11 von Major Gustav Adolf von Varendorf eingezeichnet, 1914 im Protokolltext der Gemeinderatssitzung als Bismarckstraße erwähnt, 1923 erstmals im Kieler Adressbuch aufgeführt, 1936 in Gravensteiner Straße umbenannt.
* Bismarckstraße, Neumühlen-Dietrichsdorf
1894 erstmals im Adressbuch Gaarden-Ost aufgeführt, 1919 wurde die Strandstraße einbezogen, 1933 in Klein-Ebbenkamp umbenannt.
Blaumeisenweg, Gaarden-Süd
1950 als Meisenweg angelegt, 1978 in Blaumeisenweg umbenannt, der Straßenname steht in Verbindung mit dem Wohngebiet Grünes Herz – hier Blaumeisen.
* Bleßmanndamm, Gaarden-Ost
1877 im Protokolltext der Gemeinderatssitzung wird die Auslegung der Straße erwähnt, 1880 erstmals im Kieler Adressbuch aufgeführt, 1940 gehört zum Werksgelände der Friedrich Krupp Germaniawerft A.G. – benannt wurde der Damm nach dem Erbauer: Ziegeleibesitzer Bleßmann.
Blinkfüer, Schilksee
1965 wurde der Name festgelegt – Vom Weg Blinkfüer sieht man sehr gut den Bülker Leuchtturm.
Blitzstraße, Gaarden-Ost
1902 nach dem Aviso Blitz benannt.
Blocksberg, Damperhof
1869 nach einem dort ehemals ansässigen Gärtner Block benannt.
Blocksbergtreppe, Damperhof
1961 wurde der Name festgelegt – Treppenweg zum Blocksberg.
Blücherplatz, Blücherplatz
1902 wurde der Name festgelegt, seit 1907 wird auf dem Blücherplatz Wochenmarkt abgehalten.
Blücherstraße, Blücherplatz
1902 nach Gebhard Leberecht von Blücher benannt.
Blumenstraße, Damperhof
1905 wurde der Name festgelegt – Namensgebung erfolgte in Anlehnung an die schon vorhandene Gartenstraße.
* Blumenstraße, Friedrichsort
1923 erstmals im Kieler Adressbuch aufgeführt, 1925 in Prieser Höhe umbenannt.

## Bo

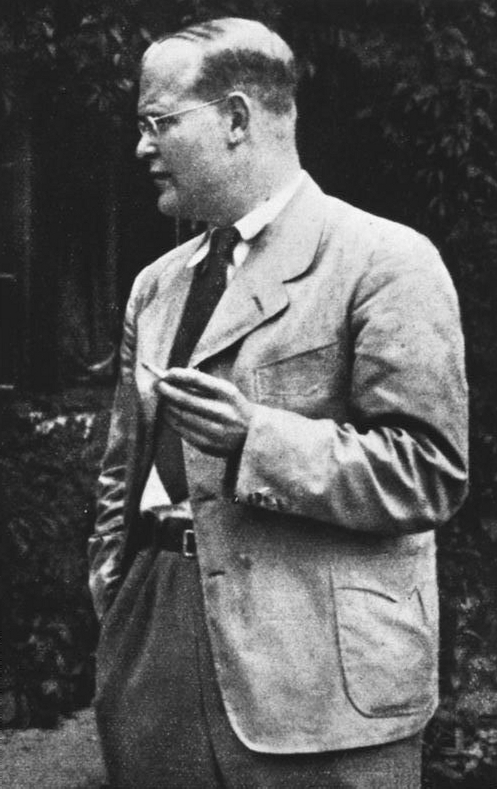
Dietrich Bonhoeffer

Bökenbarg, Moorsee
2005 nach einem alten Flurnamen benannt.
* Boelckestraße, Elmschenhagen
1913 als Verbindungsstraße angelegt, 1933 nach Oswald Boelcke in Boelckestraße umbenannt, 1939 in Hackelstraße umbenannt.
Boelckestraße, Holtenau
vor 1934 Anfangsteil der Dänischenhagener Straße, 1934 wurde der Name Boelckestraße festgelegt, 1988 wurde der Abschnitt der Kreisstraße 5 zwischen Boelckestraße und Ostpreußenplatz (Altenholz/Stift) mit Boelckestraße benannt, 1997 wurde die Boelckestraße zwischen Ostpreußenplatz (Altenholz/Stift) und B 503 in die Gemeinde Altenholz umgemeindet.
Böttgersberg, Elmschenhagen
1936 erstmals im Kieler Adressbuch aufgeführt – Alte Flurbezeichnung in Elmschenhagen.
Bogenstraße, Poppenbrügge
1957 als Lindenstraße angelegt, 1971 in Bogenstraße umbenannt – Straßenführung gleicht einem Bogen.
Boiestraße, Südfriedhof
1907 nach Nicolaus Boie benannt.
Boksberg, Neumühlen-Dietrichsdorf
1893 im Protokolltext der Gemeinderatssitzung als Gemeindeweg erwähnt, 1904 erstmals im Kieler Adressbuch aufgeführt, 1979 wurde die Straße Boksberg zwischen Tiefe Allee und Ivensring in die Tiefe Allee einbezogen –  Alte Flurbezeichnung (Buchenhölzung, Bok = Buchecker)
Bokseer Weg, Meimersdorf
1963 im Protokolltext der Gemeinderatssitzung erwähnt, 1977 erstmals im Kieler Adressbuch aufgeführt – nach der Gemeinde Boksee benannt.
Boldhorn, Elmschenhagen
als Mittelweg angelegt, 1923 erstmals im Kieler Adressbuch aufgeführt, 1939 nach einer alten Flurbezeichnung in Boldhorn umbenannt.
* Bollhörnkai, Vorstadt
1977 wurde der Name festgelegt, 1980 wurde ein Teil zwischen Gaardener Straße und Bahnhofsbrücke in Bahnhofskai umbenannt, 1982 wurde ein Teil zwischen Holstenbrücke und  Sartorikai in Schwedenkai umbenannt, 2010 in Schwedenkai umbenannt.
Bollhörnkai, Vorstadt
2010 wurde die Zufahrt zum „neuen“ Schwedenkai mit Bollhörnkai benannt.
Bonhoefferweg, Wellsee
1983 nach Dietrich Bonhoeffer benannt.
Boninstraße, Südfriedhof
1874 nach Eduard von Bonin benannt.
Bormkamp, Moorsee
1999 nach einem Flurnamen benannt.
Bormkoppel, Hasseldieksdamm
1951 nach einer alten Flurbezeichnung benannt.
* Bornbrook (Hof), Suchsdorf
1949 erstmals im Kieler Adressbuch aufgeführt, 1987 Hof Bornbrook, 1994 im amtlichen Kieler Stadtplan als Wohnplatz aufgeführt, Neu: Nienbrügger Weg 139.
Bornholmer Weg, Mettenhof
1965 nach der Insel Bornholm benannt.
Borsigstraße, Moorsee, Wellsee
1980 nach August Borsig benannt.
Boschstraße, Ravensberg
2006 nach Robert Bosch benannt.
Bothwellstraße, Gaarden-Ost
1907 nach Jacob Robert Arthur Bothwell (1822–1904) benannt – Kapitän z.S. und ehemaliger Chef der Marinestation der Ostsee.

## Br

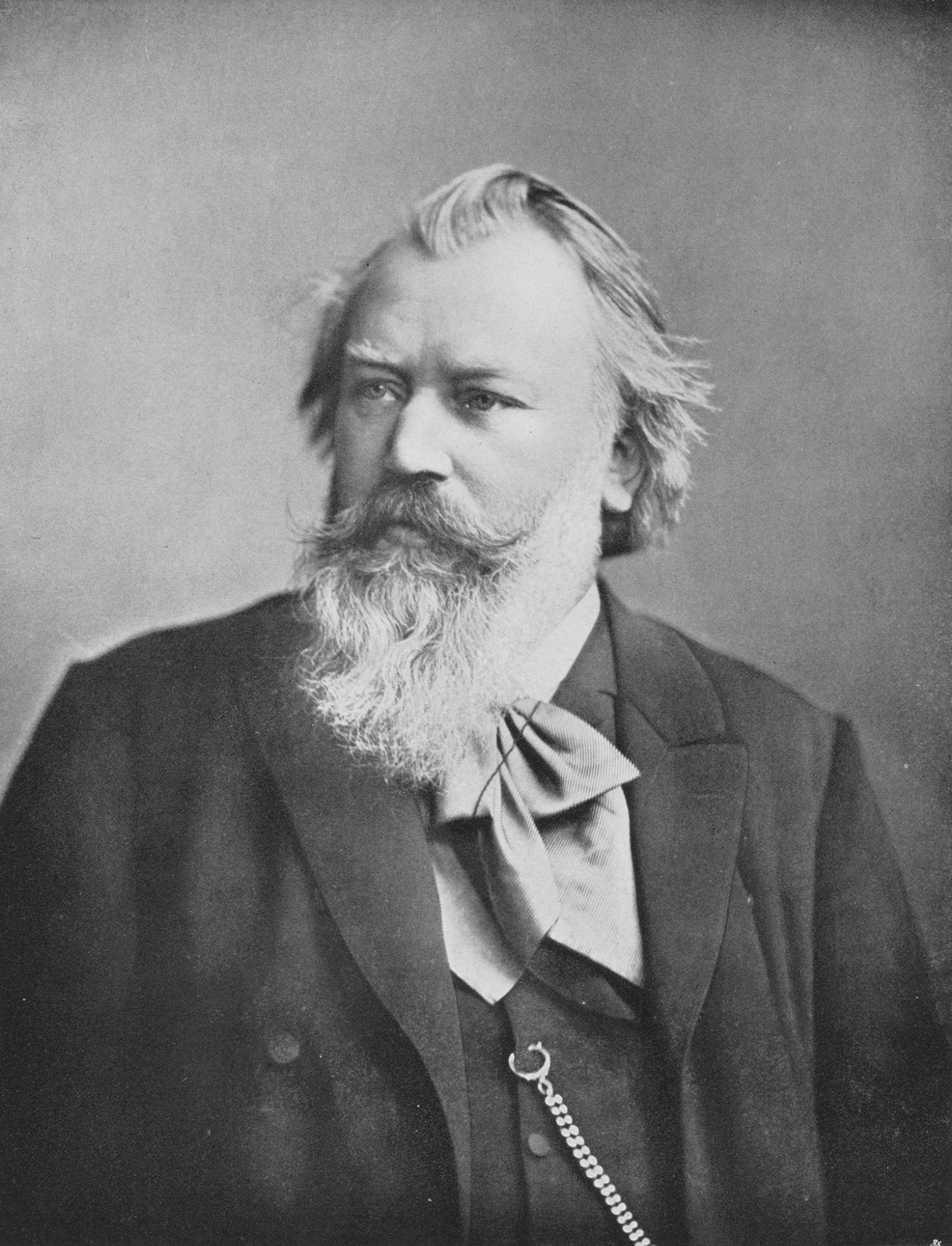
Johannes Brahms

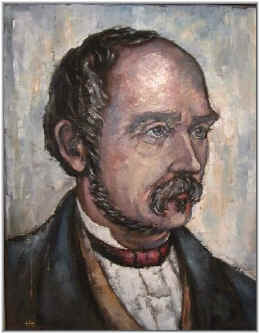
John Brinckman

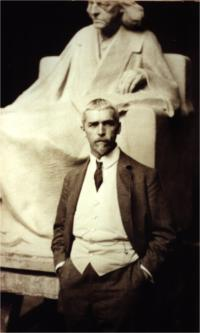
Adolf Brütt

Bräutigamweg, Holtenau
1962 nach Otto Bräutigam (1912–1941) benannt – Lehrer des Segelflugs und Kunstflieger.
Brahmsweg, Pries
1958 nach Johannes Brahms benannt.
Brammerkamp, Pries
1917 im Protokolltext der Gemeinderatssitzung erwähnt, 1923 erstmals im Kieler Adressbuch aufgeführt – Flurbezeichnung (Brammer = Gesträuch).
Brandenburger Straße, Wik
vor 1947 Weddigenstraße, 1947 nach der früheren Mark Brandenburg in Brandenburger Straße umbenannt.
Brandholzweg, Hasseldieksdamm
1936 wurde der Name für den Weg zwischen Kronshagener Landweg und Kollhorst festgelegt, 1975 Wanderweg.
Brandkuhle, Suchsdorf
2002 nach einer alten Gemarkung benannt.
* Brandsbeker Weg, Hasseldieksdamm, Mettenhof
1938 wurde der Name festgelegt, 1965 wurde die Hofholzallee bis zum Skandinaviendamm verlängert. Die Bezeichnungen für die in diesem Straßenzug liegenden Straßen Mettenhofer Weg und Brandsbeker Weg werden aufgehoben.
* Braunauer Ring, Elmschenhagen
1939 nach der Stadt Braunau am Inn benannt, 1947 in Tiroler Ring umbenannt.
Brauner Berg, Friedrichsort
1930 nach einer alten Flurbezeichnung benannt.
Braunsberger Weg, Neumühlen-Dietrichsdorf
1964 nach der Stadt Braunsberg in Ostpreußen benannt.

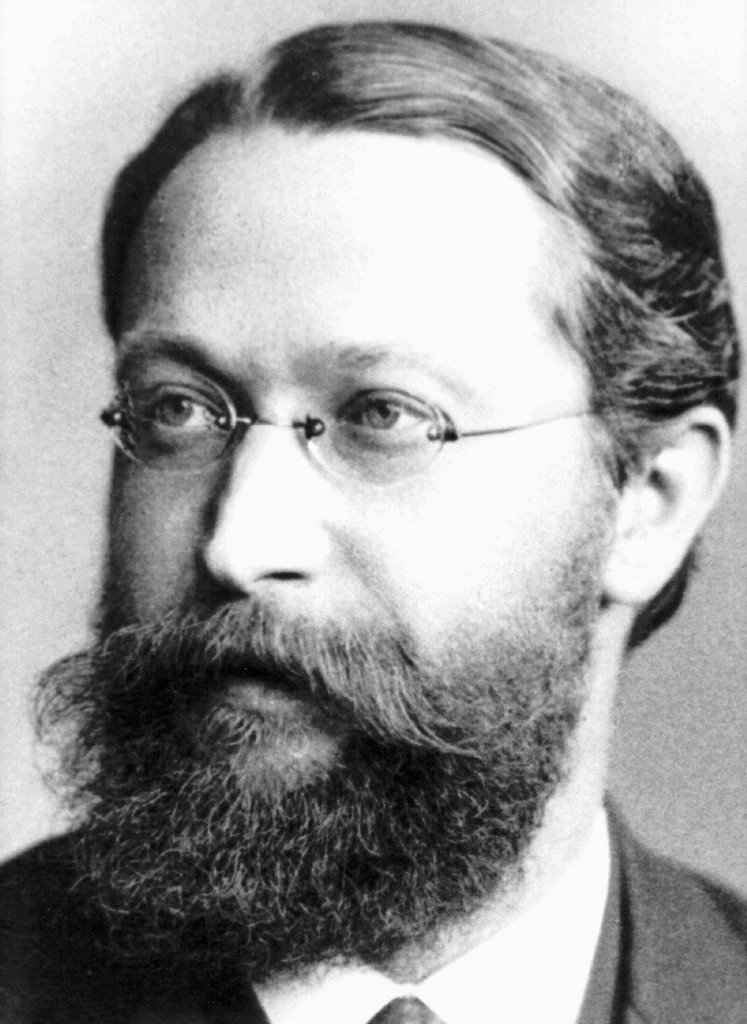
Ferdinand Braun

Braunstraße, Poppenbrügge, Kronsburg, Wellsee
1973 nach Karl Ferdinand Braun benannt.
Braustraße, Hassee
1906 nach der dort liegenden Brauerei Dorn benannt.
Bregenzer Weg, Elmschenhagen
1939 nach der Stadt Bregenz benannt.
Breiter Weg, Brunswik
1878 wurde der Name für den Weg zwischen der Koldingstraße und der Straße Langer Segen festgelegt, 1975 bis zur Feldstraße verlängert.
Bremannsrade, Steenbek-Projensdorf
1934 nach einer Flurbezeichnung benannt.
Bremerskamp, Steenbek-Projensdorf, Wik, Ravensberg
1930 nach einer alten Flurbezeichnung benannt, 1983 wurde das Teilstück der Johann-Fleck-Straße zwischen Teichhörn (Kronshagen) und Olshausenstraße in den Bremerskamp einbezogen.
Bremerstraße, Ravensberg
1902 nach Jürgen Bremer benannt.
Brinckmanstraße, Pries
1920 als Theodor-Storm-Straße angelegt, 1925 nach John Brinckman in Brinckmanstraße umbenannt.
Britzweg, Russee
1984 nach dem Berliner Stadtteil Britz benannt.
Brodersdorfer Straße, Neumühlen-Dietrichsdorf
1929 nach der Gemeinde Brodersdorf benannt, 2001 wurde die Brodersdorfer Straße in nördlicher Richtung weitergeführt und trifft in einem Bogen auf die Quittenstraße.
* Brommystraße, Gaarden-Ost
1904 nach Admiral Karl Rudolf Bromme, gen. 'Brommy' benannt, 1913 bis zur Ernestinenstraße verlängert, 1928 wurde der unbebaute Teil der Brommystraße bis zur Pickertstraße in Gebhardstraße umbenannt.
* Brückensteig, Altstadt
1872 wurde der Verbindungsweg zwischen Holstenstraße und Kehdenbrücke Brückensteig genannt, 1901 wurde die Kanalisierung und Herstellung einer Verbindungsstraße zwischen  Kleiner Kiel und Bootshafen beschlossen, 1904 Brückensteig einschließlich Verlängerung bis zum Eisenbahndamm erhält den Namen Holstenbrücke.
* Brückenstraße, Altstadt, Vorstadt
1242 bei der Stadtgründung angelegt, 1264 Platea pontis, 1473 Brughestrate teilweise auch Holstenstrate, 1525 nur noch Holstenstrate.
Brückenstraße, Wellingdorf
1903 als Franziusstraße angelegt, 1910 in Brückenstraße umbenannt.
Brüggerfelde, Gaarden-Süd
1945 nach der Gemeinde Brügge benannt.
Brügger Weg, Suchsdorf
2002 nach der Gemeinde Brügge benannt.
Brüttweg, Friedrichsort
vor 1958 Teil der Gorch-Fock-Straße, 1958 nach Adolf Brütt benannt.
Brunnenweg, Russee
1951 wurde der Name beschlossen.
Brunshörn, Gaarden-Süd
1936 nach einer alten Flurbezeichnung benannt.
Brunsrade, Südfriedhof
1903 nach einer ehemaligen Flurbezeichnung benannt.
Brunswiker Straße, Damperhof, Düsternbrook, Brunswik
1869 nach dem Dorf Brunswik benannt, welches an beiden Seiten der Straße lag und 1869 nach Kiel eingemeindet wurde.
Brunswiker Weg, Schreventeich, Ravensberg
1892 erstmals im Kieler Adressbuch aufgeführt, 1900 in Gutenbergstraße umbenannt.
Bruxer Weg, Hassee, Russee
1981 nach dem Ortsteil Brux der Gemeinde Westensee benannt.

## Bu

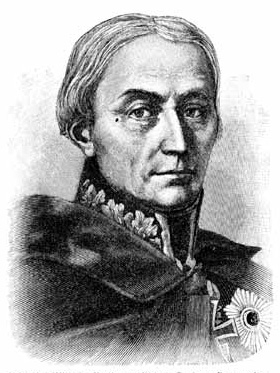
Friedrich Wilhelm Bülow von Dennewitz

Buchenweg, Wellsee
1955 als Verbindungsstraße angelegt und in Birkenweg umbenannt, 1971 zunächst in Steile Koppel und dann in Buchenweg umbenannt.
Buchholtzstraße, Ellerbek
1903 nach G. Buchholtz benannt – Marineobermeister und Mitbegründer des Ellerbeker Arbeiterbauvereines.
Buckowweg, Russee
1984 nach dem Berliner Stadtteil Buckow benannt.
Budengang, Vorstadt
1856 wurde die Straße im Correspondenzblatt unter Neue Straßen erwähnt, 1926 Antrag auf Aufhebung als öffentlicher Weg durch den Besitzer des Geländes am Budengang, 1933 wurde die Straße aufgehoben – Gangartige Gasse der alten Kieler Vorstadt auf dem Kuhberg, mit kleinen Häusern, früher Buden genannt; Verbindungsgang zwischen Sandkuhle und Bäckergang.
Bülowstraße, Blücherplatz
1905 nach Friedrich Wilhelm Graf Bülow von Dennewitz benannt, 1909 von der Feldstraße bis zum Forstweg verlängert.
Bünsowstraße, Steenbek-Projensdorf
1962 nach Joachim Bünsow (3. Mai 1821 bis 4. Februar 1910) benannt, 1840–1844 Akademie in Kopenhagen, Studienreisen nach Norwegen und Schweden. 1853–1858 in Rom; lebte danach in Kiel. (Mehrere Gemälde in der Kieler Kunsthalle)
Buernkrog, Suchsdorf
vor 1969 Anfang der Alten Dorfstraße, 1969 in Buernkrog umbenannt – An dieser Straße hat ständig ein Bauernkrug bestanden.
Büsumer Weg, Wik
1949 nach dem Nordseebad Büsum benannt.
Bugenhagenstraße, Südfriedhof
1907 nach Johannes Bugenhagen benannt.
Bullenbrook, Suchsdorf
2002 nach einer Gemarkung benannt.
Bummelgang, Hassee
1996 wurde der bei der Rendsburger Landstraße 103 abzweigende Verbindungsweg zur Hamburger Chaussee mit Bummelgang bezeichnet – Schulweg zur Integrierten Gesamtschule Hassee und zur Theodor-Heuss-Schule.
Bundesautobahn 210, Mettenhof, Russee
Bundesautobahn 215, Hassee, Hasseldieksdamm, Russee, Südfriedhof
Bundesstraße 404, Gaarden-Süd, Meimersdorf, Moorsee
Bundesstraße 502, Neumühlen-Dietrichsdorf
2006 wurde der Name festgelegt – Ende der Schönkirchener Straße bis zur Stadtgrenze.
Bundesstraße 503, Holtenau, Pries, Wik
Bundesstraße 76, Elmschenhagen, Gaarden-Süd, Hassee, Hasseldieksdamm, Ravensberg, Suchsdorf, Südfriedhof, Wik

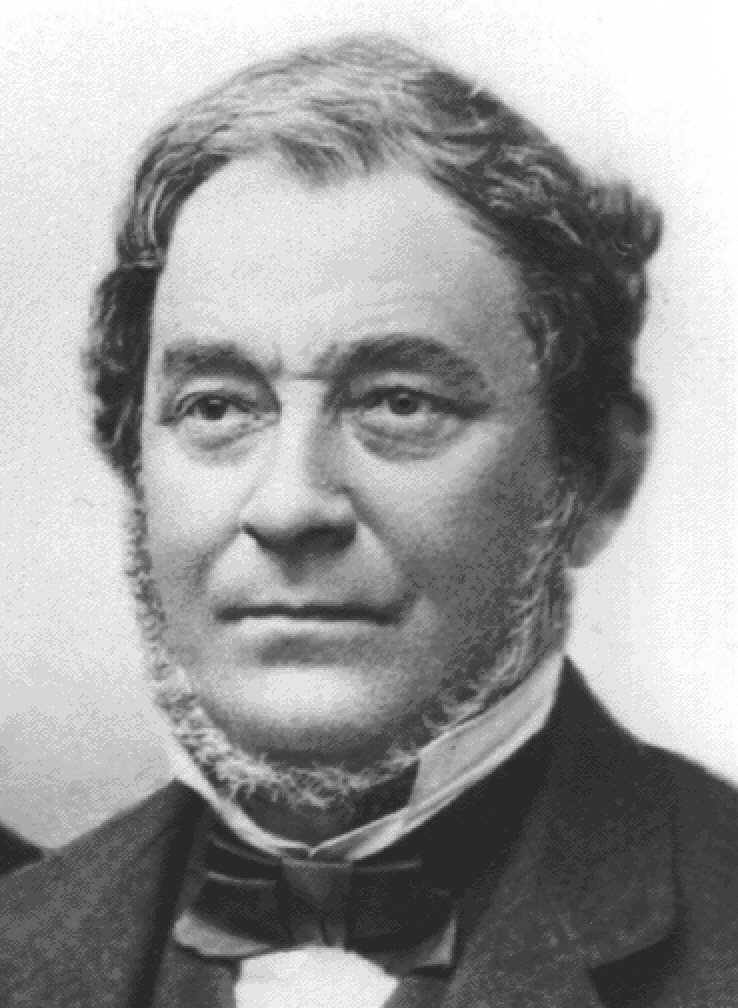
Robert Wilhelm Bunsen

Bunsenstraße, Wellsee
1973 nach Robert Wilhelm Bunsen benannt, 1994 vom Wellseedamm über Edisonstraße hinaus verlängert.
Burgstraße, Altstadt
1799 erstmals im Taschenbuch für die Einwohner der Stadt Kiel aufgeführt – Zum Schloss (Burg) führende Straße.
Burmesterweg, Steenbek-Projensdorf
1962 nach Georg Burmester benannt.
Bursehn, Moorsee
2005 nach einem alten Flurnamen benannt.
Buschblick, Pries
1920 nach einem alten Flurnamen benannt.
Buschfeldstraße, Gaarden-Ost
1937 nach Wilhelm Buschfeld (* 21. Januar 1837; † 16. Oktober 1936) benannt, von 1910 bis 1926 kaufmännischer Direktor der Friedrich Krupp Germaniawerft AG.
Buschkoppel, Wellsee
1965 nach einer Flurbezeichnung benannt, 1978 wurde die Verbindungsstraße zwischen Buschkoppel und Wellseedamm ebenfalls mit Buschkoppel bezeichnet.
Bustorfer Weg, Meimersdorf
1950 wurde der Name beschlossen – Der Name geht auf einen früheren Anlieger zurück.
Butten, Suchsdorf
2002 nach einer alten Gemarkung benannt.
Buttweg, Schilksee
1965 Nach Norden verlaufender Erschließungsweg im Bereich Langenfelde zwischen Gaffelweg und Behmweg – Der Weg wurde nicht angelegt, da der Bebauungsplan geändert wurde.